# Myrmecaelurus reinhardi
Myrmecaelurus reinhardi är en insektsart som beskrevs av Hölzel och Ohm 1991. Myrmecaelurus reinhardi ingår i släktet Myrmecaelurus och familjen myrlejonsländor. Inga underarter finns listade i Catalogue of Life.